# جيمس ميكاتي
جيمس ميكاتي (مواليد 18 أكتوبر 2002) هو لاعب كرة قدم إنجليزي يلعب في مركز خط الوسط في نادي مانشستر سيتي.

## روابط خارجية
- جيمس ميكاتي على موقع الاتحاد الأوربي (الإنجليزية)
- جيمس ميكاتي على موقع قاعدة بيانات كرة القدم.إي يو (الإنجليزية)
- جيمس ميكاتي على موقع Soccerbase.com (لاعب) (الإنجليزية)
- جيمس ميكاتي على موقع Soccerway.com (الإنجليزية)
- جيمس ميكاتي على موقع عالم كرة القدم.نت (الإنجليزية)